# 雷纳托·德圣祖阿内
雷纳托·德圣祖阿内（義大利語：Renato De Sanzuane，1925年3月5日—1986年6月23日），意大利前男子水球运动员。他曾代表意大利国家队参加1952年夏季奥林匹克运动会水球比赛，结果获得一枚铜牌。